# Urà (mitologia)
Urà, Úranos o Úran (en grec antic: Οὐρανός, Ūrănós; en llatí: Caelus) era un déu primordial de la mitologia grega, la deïficació del cel, que els poetes i artistes van personificar. Un element masculí, entès com a fecundador de la Terra (Gea): Gea és la Mare Terra i Urà el Cel, i actuen com a esposos, atès que el cel cobreix la terra completament; és l'únic ésser a la seva mesura. Els romans el van associar amb el seu déu Caelus.
El món abans de la seva creació era el Caos, la buidor primordial abans que s'instaurés el Cosmos. Hesíode i Ciceró el fan fill de Gea, així mateix Hesíode el fa marit de Gea amb qui engendrà: els titans, els ciclops, els hecatonquirs. Ciceró també el fa pare d'Hermes (amb Dia) i de Venus (amb Hèmera). Urà fou destronat pel seu fill Cronos i de la seva sang van néixer els gegants, les erínies i les melíades.

## Etimologia
Els acadèmics han elaborat diferents propostes etimològiques que el relacionen amb la forma en grec arcaic Ϝορσανός (worsanós) que l'enllaça amb l'arrel ṷorsó- (que també es troba en el terme grec ouréō, «orinar» i en sànscrit varṣá «pluja» o en el terme hitita ṷarša- «boirina»). L'arrel indoeuropea de la qual procedeixen tots aquests termes és ṷérs- «ploure, humitejar» (que també es pot trobar en la paraula grega eérsē «la rosada», en sànscrit várṣati «ploure» i en avèstic aiβi.varəšta «mullat a causa de la pluja»), tot plegat indica que Úranos volia dir «el qui fa la pluja». Una altra etimologia amb no tants adeptes deriva el seu significat de «el qui està a les altures» i derivaria del terme protoindoeuropeu ṷérso- (que es pot trobar en sànscrit várṣman «elevat», en lituà viršùs «el seient més elevat», en rus verx «elevat»). Georges Dumézil va equiparar Urà amb la deïtat vèdica Váruṇa (en territori Mitanni Aruna), déu del cel i de les aigües, afirmació des del punt de vista insostenible.

## Genealogia
A la Teogonia d'Hesíode, Urà és fill de Gea, la Mare Terra. Els poetes Alcman i Cal·límac de Cirene van ampliar el tema explicant que li va fer de padrí Èter, el déu de la llum diürna i de la capa d'aire més pura i externa a la Terra. El romà Ciceró, influït pels seus coneixements de filosofia, va escriure a la seva obra De Natura Deorum que era fill dels déus primigenis Èter i Hèmera, representants divins dels conceptes «aire» i «dia». Segons els himnes òrfics, Urà era fill de Nix, la forma divina que representava «la nit».

## Descendència
| els titans i titànides - Ocèan - Ceos - Crios - Hiperíon - Jàpet - Teia - Rea - Temis - Mnemòsine - Febe - Tetis - Cronos - Dione | els ciclops - Brontes - Steropes - Arges els hecatonquirs - Cotos - Briàreu - Gies | - els gegants - les melíades - Afrodita les erínies - Al·lecto - Megera - Tisífone |

## Castració
Urà tenia por que algun dels seus fills el destronés i per això els mantenia ocults dins del ventre de la seva mare. Però Gea va donar una falç de sílex a Cronos, un dels titans, i aquest va tallar els genitals al seu pare. Del membre caigut al mar en va néixer Afrodita i de les gotes de sang que van rajar de la ferida en van sortir els gegants, les erínies i les melíades.
Cal·límac de Cirene va escriure que la falç, bruta de sang, va ser enterrada a Zancle (Sicília), però Pausànias afirmava que la falç havia estat llançada a la mar des del cap que hi ha a prop de Bolina, no gaire lluny d'Argira a la costa aquea, en canvi l'historiador Timeu assegurava que el lloc on havien amagat aquell instrument era l'illa de Corfú; els habitants de Corfú deien ser descendents de la llegendària Feàcia, terra visitada per Odisseu, i cap al 500 aC un mitògraf grec anomenat Acusilaus, va escriure que els fecis havien sorgit de la sang d'Urà que encara quedava a la falç.

## El mite de la creació
En la mitologia grega
Segons el mite narrat per Hesíode, al començament tot el que existia formava part d'un caos, un món sense ordre molt diferent al que coneixem. Del no res va sorgir la Terra, que era també una divinitat primordial anomenada Gaia (o Gea). Gaia va crear una divinitat equiparable a ella, el cel clar, anomenat Urà. Tots dos s'uniren i van engendrar altres criatures divines. Amb el temps la Terra es va anar transformant en un lloc habitable per als humans, els quals van ser creats per la tercera generació de déus.
Segons Károly Kerényi no hi havia cap culte que n'expressés aquesta creença per part dels grecs, per tant el mite probablement no es va crear entre els grecs, sinó que ells el van recollir d'una altra civilització, possiblement més antiga. Un altre fet que indica l'antiguitat del mite és que, segons deien els poetes grecs, la falç estava feta de pedra asclada de sílex i no de metall com les que empraven els camperols de l'antiga Grècia sinó com les emprades al Neolític.
En aquest mite, Urà no tenia la forma humana que li van donar els artistes, era entès com una mena de mantell o cúpula celeste que se subjectava damunt la Terra a través d'uns pilars (vegeu el mite d'Atles).
En el llenguatge emprat per Homer als seus poemes la paraula Ouranos és de vegades una forma alternativa a Olympos la residència del col·lectiu de déus; un exemple es pot veure en la "Ilíada" vers 1.495, quan Tetis surt de la mar per implorar a Zeus: «i ben aviat al matí es va elevar per saludar en direcció al gran Ouranos-Olympus i es va trobar amb el fill de Cronos...». William Sale, però, ha fet notar diferències en aquest ús del llenguatge: El poeta fa servir Olympus gairebé sempre en el sentit de "llar dels déus" mentre que ouranos sovint es refereix a la cúpula natural que forma el cel sobre la Terra, sense suggerir cap relació directa amb què ouranos sigui la residència dels déus. Sale interpreta que antigament Olimp era una muntanya sagrada considerada la llar dels déus però que en època d'Homer els poetes van estendre aquest concepte de residència a tot el cel (Ouranos). Cap al segle vi la paraula ouranos es feia servir com a adjectiu amb el significat de «celestial», per exemple aplicat a Afodita (Afrodita Urània) per distingir-la d'altres aspectes d'aquesta deessa no tan purs.
En la mitologia hurrita
La mitologia de la creació, en què Urà és el protagonista, s'assembla molt a la dels hurrites. En la seva religió An és el déu-cel i també els seus fills, els kumarbi li tallen els genitals, i un dels fills anomenat Tessub destrona el seu pare. No se sap si aquest mite també era acceptat pels assiris i els babilonis, però sí que és cert que a la mitologia sumèria hi havia un déu del cel anomenat An.
Tot plegat fa pensar que Urà devia ser originalment un déu indoeuropeu, que es podria identificar amb el Váruṇa dels textos vedes, el déu suprem que mantenia l'ordre i que més endavant va ser déu de les aigües. Aquesta idea la va expressar Georges Dumézil, seguint la informació recollida el 1912 per Émile Durkheim en Les Formes élémentaires de la vie religieuse (Les formes elementals de la religió). Una altra de les teories expressades per Dumézil és que el déu suprem Ahura Mazda és una forma desenvolupada de vouruna- (mitra), per tant aquest déu tindria les mateixes qualitats que Mitra, el déu que porta la pluja.
Urà i Varuna
La coincidència entre aquests déus gira entorn del que representen: el primer el cel i el segon és el déu senyor del cel i de l'"oceà celestial" (concepte relacionat amb la via làctia). La filla de Varuna, Lakxmi va sorgir d'un oceà de llet, un mite semblant al d'Afrodita.
Georges Dumézil va fer un estudi detallat de les coincidències mitològiques per poder identificar Urà amb el vèdic Varuna en un passat anterior al període grec, d'acord amb un possible origen indoeuropeu. Però els qui es van preocupar per fer una postulació etimològica van ser Robert Graves i altres. Van proposar l'existència d'una arrel indoeuropea -ŭer amb el significat de «lligar, unir-se», això implicaria que l'antic rei Váruṇa "s'uneix als malvats" i que Urà "s'uneix als ciclops", els quals l'havien turmentat. Una altra possible etimologia el derivaria del terme en grec arcaic Ϝορσανός, que vindria d'una arrel indoeuropea amb el significat d'«humitejar».(vegeu secció: Etimologia)